# 51-й армійський корпус (Третій Рейх)
LI-й (51-й) армі́йський ко́рпус (нім. LI. Armeekorps) — армійський корпус Вермахту за часів Другої світової війни.

## Історія
LI-й армійський корпус був сформований 25 листопада 1940 в XI-му військовому окрузі (нім. Wehrkreis XI).

## Райони бойових дій
- Німеччина (листопад 1940 — квітень 1941);
- Югославія (квітень — серпень 1941);
- СРСР (південний напрямок) (серпень 1941 — серпень 1942);
- Сталінград (серпень 1942 — січень 1943).

## Командування

### Командири
- генерал від інфантерії Ганс Вольфганг Райнгард (нім. Hans-Wolfgang Reinhard) (25 листопада 1940 — 8 травня 1942);
- генерал-лейтенант, з 26 січня 1943 генерал артилерії Вальтер фон Зейдліц-Курцбах (нім. Walter von Seydlitz-Kurzbach) (8 травня 1942 — 31 січня 1943).

## Бойовий склад 51-го армійського корпусу
Формування управління, забезпечення та підтримки
- 153-тє артилерійське командування (Arko 153),
- 451-ше управління корпусного постачання (Korps-Nachschubtruppen 451),
- 451-й взвод фельджандармерії (Feldgendarmerie-Trupp 451);
- 451-й корпусний батальйон зв'язку (Korps-Nachrichten-Abteilung 451);
- 451-й армійський топографічний відділ (Armee-Kartenstelle 451).

- 132-га піхотна дивізія (132. Infanterie-Division);
- 137-ма піхотна дивізія (137. Infanterie-Division);
- 183-тя піхотна дивізія (183. Infanterie-Division);
- 100-та легка піхотна дивізія (100. leichte Infanterie-Division);
- 101-ша легка піхотна дивізія (101. leichte Infanterie-Division).

- 132-га піхотна дивізія;
- 183-тя піхотна дивізія;
- 101-ша легка піхотна дивізія.

- 79-та піхотна дивізія (79. Infanterie-Division);
- 98-ма піхотна дивізія (98. Infanterie-Division);
- 111-та піхотна дивізія (111. Infanterie-Division);
- 113-та піхотна дивізія (113. Infanterie-Division);
- 262-га піхотна дивізія (262. Infanterie-Division).

- 44-та піхотна дивізія (44. Infanterie-Division);
- 79-та піхотна дивізія.

- 79-та піхотна дивізія;
- 168-ма піхотна дивізія (168. Infanterie-Division);
- 239-та піхотна дивізія (239. Infanterie-Division).

- 44-та піхотна дивізія;
- 2/3 57-ї піхотної дивізії (57. Infanterie-Division);
- 297-ма піхотна дивізія (297. Infanterie-Division).

- 44-та піхотна дивізія;
- 297-ма піхотна дивізія;
- 454-та дивізія охорони (454. Sicherungs-Division).

- 44-та піхотна дивізія;
- 297-ма піхотна дивізія.

- 44-та піхотна дивізія;
- 71-ша піхотна дивізія (71. Infanterie-Division);
- 297-ма піхотна дивізія.

- 71-ша піхотна дивізія;
- 79-та піхотна дивізія;
- 295-та піхотна дивізія (295. Infanterie-Division);
- 305-та піхотна дивізія (305. Infanterie-Division);
- 389-та піхотна дивізія (389. Infanterie-Division);
- 100-та єгерська дивізія (100. Jäger-Division).

- 71-ша піхотна дивізія;
- 79-та піхотна дивізія;
- 295-та піхотна дивізія;
- 305-та піхотна дивізія;
- 389-та піхотна дивізія;
- 100-та єгерська дивізія.